# Hemibagrus pluriradiatus
Hemibagrus pluriradiatus es una especie de pez de la familia Bagridae en el orden de los Siluriformes.

## Morfología
Los machos pueden llegar alcanzar los 21,6 cm de longitud total.

## Distribución geográfica
Se encuentra en Laos, Vietnam y China (Yunnan), incluyendo la cuenca del río Mekong.